# Vloonust

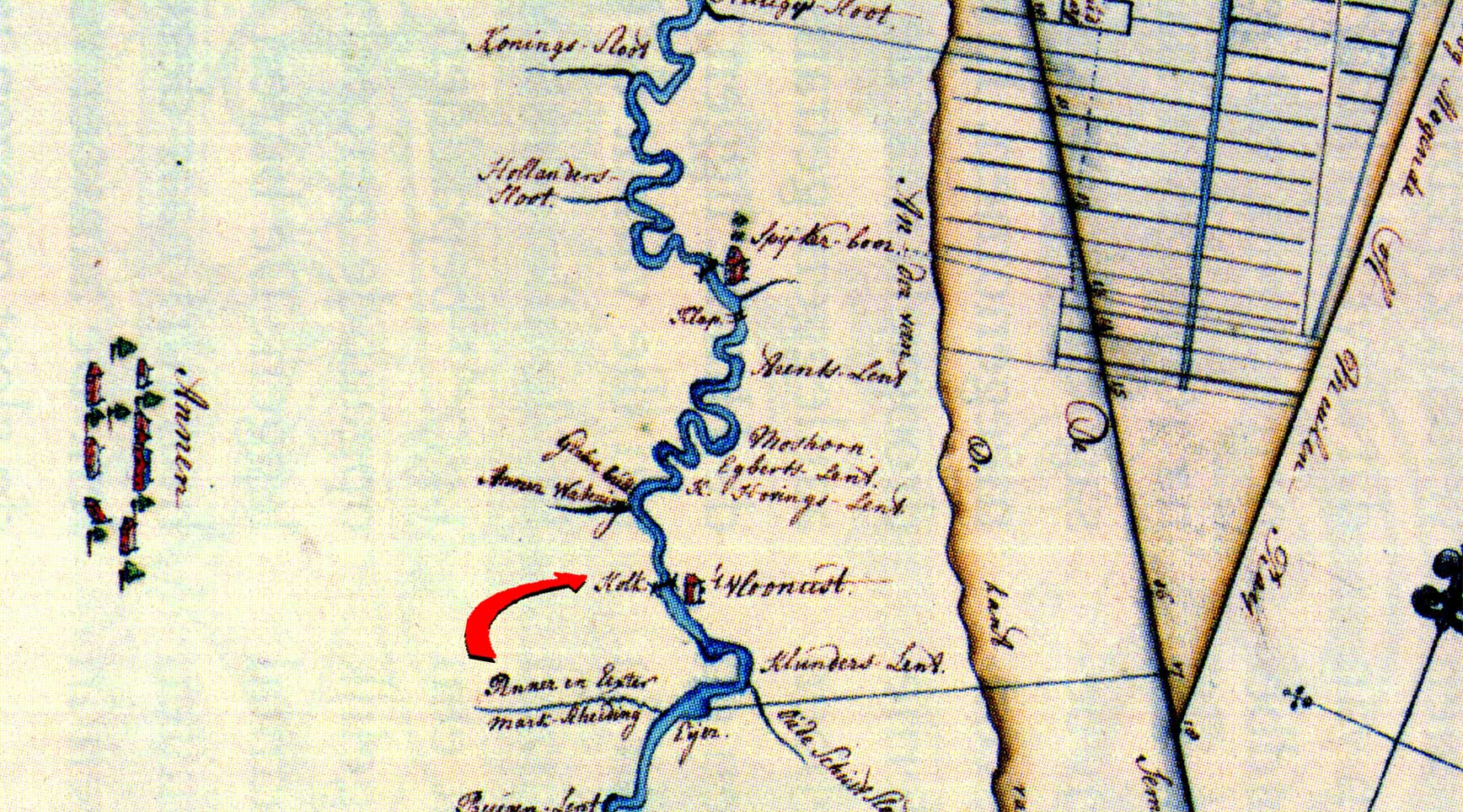
Herberg 't Vloonust (bij de punt van de pijl) bij de Hunze ten zuiden van Spijkerboor op een kaart van omstreeks 1760

## Geschiedenis
Het Vloonust (ook Vlooiennest) was een herberg bij een gelijknamig verlaat in de Drentse rivier de Hunze ten zuiden van Spijkerboor.

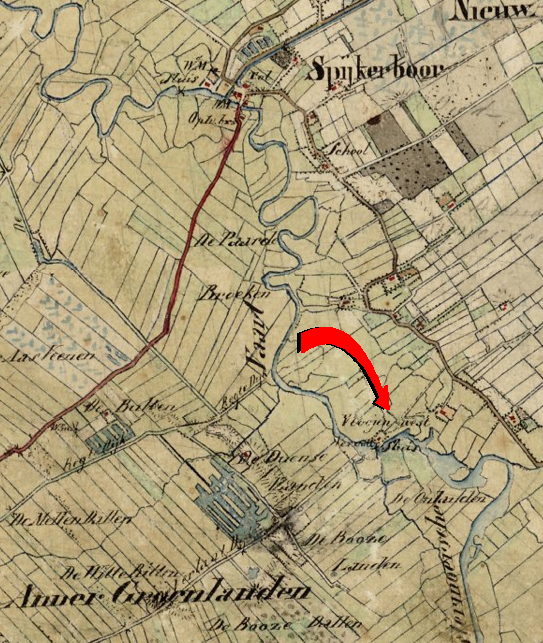
Het Vlooiennest op een topografische kaart uit 1852

De herberg het Vloonust dankte zijn naam aan Harm Harms Vloo die omstreeks het midden van de 17e eeuw sluismeester was bij een verlaat in de Hunze. De herberg kwam even in het centrum van de belangstelling te staan na een uit de hand gelopen schippersruzie in 1752. De Hunze, ook wel Schuitendiep genoemd, werd bevaren door turfschippers (ook snabbevaarders), die hun vracht naar de stad Groningen brachten. Tijdens het wachten bij het passeren van een verlaat was de herberg een geliefde verzamelplaats. Soms liep het uit de hand en ontaardde zo'n gedwongen wachtperiode in een fikse vechtpartij. De ruzie in 1752 liep zo hoog op, dat het daarop volgende smaadproces werd uitgevochten voor het Drentse gerecht Deze geschiedenis van wederzijdse beledigingen werd opgenomen in de Canon van Annen.
Het Vloonust wordt op topografische kaarten tot in de tweede helft van de 19e eeuw nog aangegeven.